# Ярмілко Юрій Анатолійович
Юрій Анатолійович Ярмілко (нар. 18 жовтня 1958, Золотоноша) — український дипломат. Надзвичайний і Повноважний Посланник першого класу. Генеральний консул України у Франкфурті-на-Майні (2001–2006). Генеральний консул України в Мюнхені (2007–2012). Генеральний консул України в Гамбурзі (Німеччина) (з 2012).

## Біографія
Народився 18 жовтня 1958 року в місті Золотоноша на Черкащині. У 1981 році закінчив факультет міжнародних відносин і міжнародного права Київського державного університету ім. Т.Шевченка.
У 1981–1983 рр. — Старший інспектор Навчально-методичного кабінету з проблем вищої школи при Міністерстві вищої освіти УРСР
У 1983–1990 рр. — Інспектор, старший інспектор Міністерстві вищої освіти УРСР
У 1986–1989 рр. — Служба в Збройних Силах СРСР.
З 12.1990 по 07.1992 рр. — Третій, другий секретар відділу інформації та прес-центру Міністерства закордонних справ України
З 07.1992 по 01.1998 рр. — Другий, перший секретар Посольства України в Республіці Австрія.
З 04.1998 по 09.1998 рр. — Виконувач обов'язків заступника, заступник начальника Управління інформації — завідувач прес-центру МЗС України
З 09.1998 по 01.2001 рр. — Завідувач відділом Консульського управління МЗС України
З 01.2001 по 07.2001 рр. — Заступник начальника Управління консульсько-правового забезпечення Міністерства закордонних справ України
З 07.2001 по 01.2006 рр. — Генеральний консул України у Франкфурті-на-Майні
З 04.2006 по 11.2007 рр. — Заступник директора Департаменту кадрів МЗС України
З 14.11.2007 по 04.2012 рр. — Генеральний консул України в Мюнхені
З травня 2012 року — Генеральний консул України в Гамбурзі

## Дипломатичний ранг
- Надзвичайний і Повноважний Посланник першого класу.